# Grand Prix automobile du Savio
Pour les articles homonymes, voir Savio.
 (mars 2025).
Le Grand Prix automobile du Savio est une course automobile créée en 1923 et disparue en 1927. Elle a été disputée sur un circuit urbain entre Ravenne et le hameau de fosso ghiaia. La course tire son nom du fleuve Savio.

## Palmarès
| Année | Vainqueur           | Voiture    | Circuit | Résultats |
| ----- | ------------------- | ---------- | ------- | --------- |
| 1923  | Enzo Ferrari        | Alfa Romeo | Ravenne | Résultats |
| 1924  | Enzo Ferrari        | Alfa Romeo | Ravenne | Résultats |
| 1925  | Emilio Materassi    | Itala      | Ravenne | Résultats |
| 1926  | Gastone Brilli-Peri | Ballot     | Ravenne | Résultats |
| 1927  | Gaspare Bona        | Bugatti    | Ravenne | Résultats |